# Skorv (hudsjukdom)
Skorv var en hudsjukdom som innebar svåra plågor för den drabbade där hårbotten fjällade och tillsammans med svamp och med hjälp av löss åstadkom kliande svavelgula skorpor i hårbotten. Sjukdomen är idag utrotad.